# Taipei Fubon Braves
Il Taipei Fubon Braves (臺北富邦勇士) è una società cestistica avente sede a Taipei, Taiwan. Fondata nel 1982, gioca in P. League+.

## Storia
La storia di questa squadra inizia nel 1982, quando venne fondato il Chien-Hong Men's Basketball Team, che nei primi anni della sua attività agonistica prese parte a vari tornei provinciali che si giocavano sull'isola di Taiwan. Nel 1993 con la nascita della Chinese Basketball Alliance, il primo campionato nazionale di pallacanestro di Taiwan, la squadra che nel 1987 era passata sotto la proprietà della Tera Electronics, venne rinominata Tera Mars ed inscritta alla nuova lega. La squadra prenderà parte a tutte le cinque edizione della lega, raggiungendo le finali nella stagione 1997-1998; ma mentre si trovava in testa alla classifica della stagione regolare 1999-2000 la CBA venne prima stoppata ed in seguito cancellata a causa di problemi finanziari.
Nel 2003 la squadra, che nel frattempo dal 2000 era stata rinominata BCC Mars , a causa della sponsorizzazione con la 
Broadcasting Corporation of China, azienda televisiva statale di Taiwan, prese parte alla prima edizione della Super Basketball League, una nuova lega semi-professionistica nata nella nazione. Nel settembre 2007, l'azienda Taiwan Mobile, affiliata al gruppo Fubon, ha rilevato la squadra, rinominandola Taiwan Mobile Leopards e iscrivendola alla quinta stagione della SBL. Nel 2011, il team ha nuovamente cambiato ufficialmente nome in Taiwan Mobile Basketball Team.
Nel settembre 2014, la squadra è passata sotto la gestione del gruppo Fubon Financial Holdings, che ha adottato una prospettiva più ampia e ambiziosa nella gestione del team, rinominandolo Fubon Braves con l'obiettivo di portarlo a un livello internazionale, diventando un modello per la gestione delle squadre di basket a Taiwan. Dopo cinque stagioni, sotto il nome di Braves nella Super Basketball League (SBL), la squadra ha conquistato il loro primo titolo nella stagione 2018-2019, segnando una pietra miliare nella storia del club.  

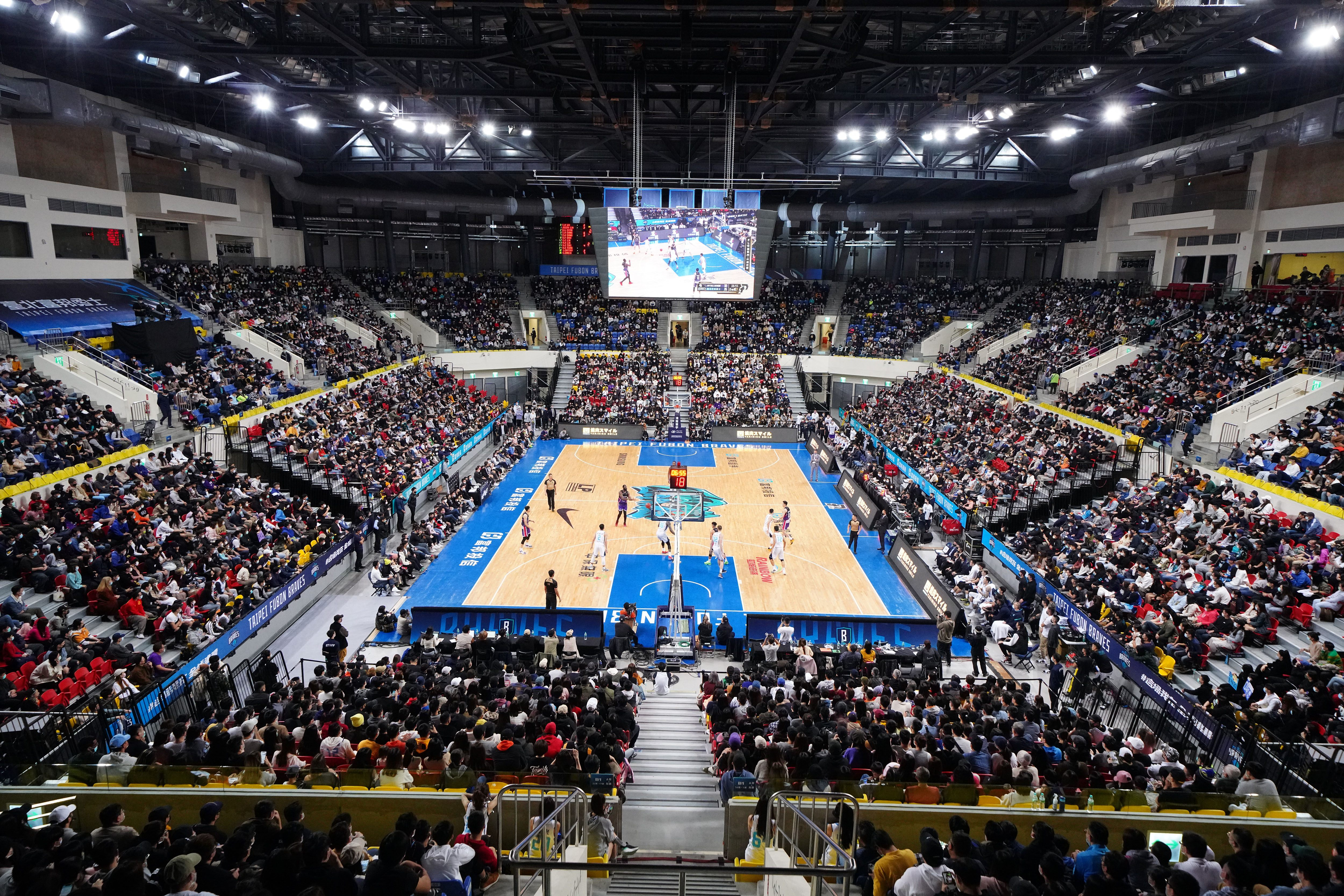
Una partita dei Braves durante la stagione 2020-2021

Nell'agosto 2019, per promuovere la professionalizzazione del campionato e il modello di gestione delle società, i Fubon Braves sono entrati a far parte dell'ABL (ASEAN Basketball League), diventando all'epoca la seconda squadra della nazione a competere nella lega, stringendo un accordo di naming con il governo della città di Taipei. A partire dalla stagione 2019-2020, la squadra ha quindi gareggiato con il nome di Taipei Fubon Braves. L'avventura della squadra nella ASEAN Basketball League è però durata solo una stagione, la 2019-2020, a causa della sospensione del torneo dovuta alla Pandemia da COVID-19.
Nel luglio 2020, il club ha svolto un ruolo centrale nella fondazione di una nuova lega professionistica taiwanese, la P. League+, con l'obbiettivo concreto di favorire lo sviluppo del basket professionistico nel Paese.
Nella stagione di esordio nel nuovo campionato, la 2020-2021, i Braves si sono immediatamente imposti come una delle principali squadre del campionato è, dopo aver terminato la stagione regolare al primo posto, si sono aggiudicati la prima edizione del torneo sconfiggendo i Formosa Dreamers per 3-1 nella serie finale.
Al termine della stagione 2022-2023, i Fubon Braves hanno ottenuto un ulteriore traguardo storico, aggiudicandosi per la terza stagione consecutiva il titolo nella P. League+.
Nell'estate del 2024 i Fubon Braves sono stati una delle tre squadre della P. League+ a decidere di non prendere parte alla fusione tra le due leghe nazionali del paese e partecipare alla neonata Taiwan Professional Basketball League, preferendo invece rimanere a competere nella P. League+ per la stagione 2024-2025

## Denominazioni

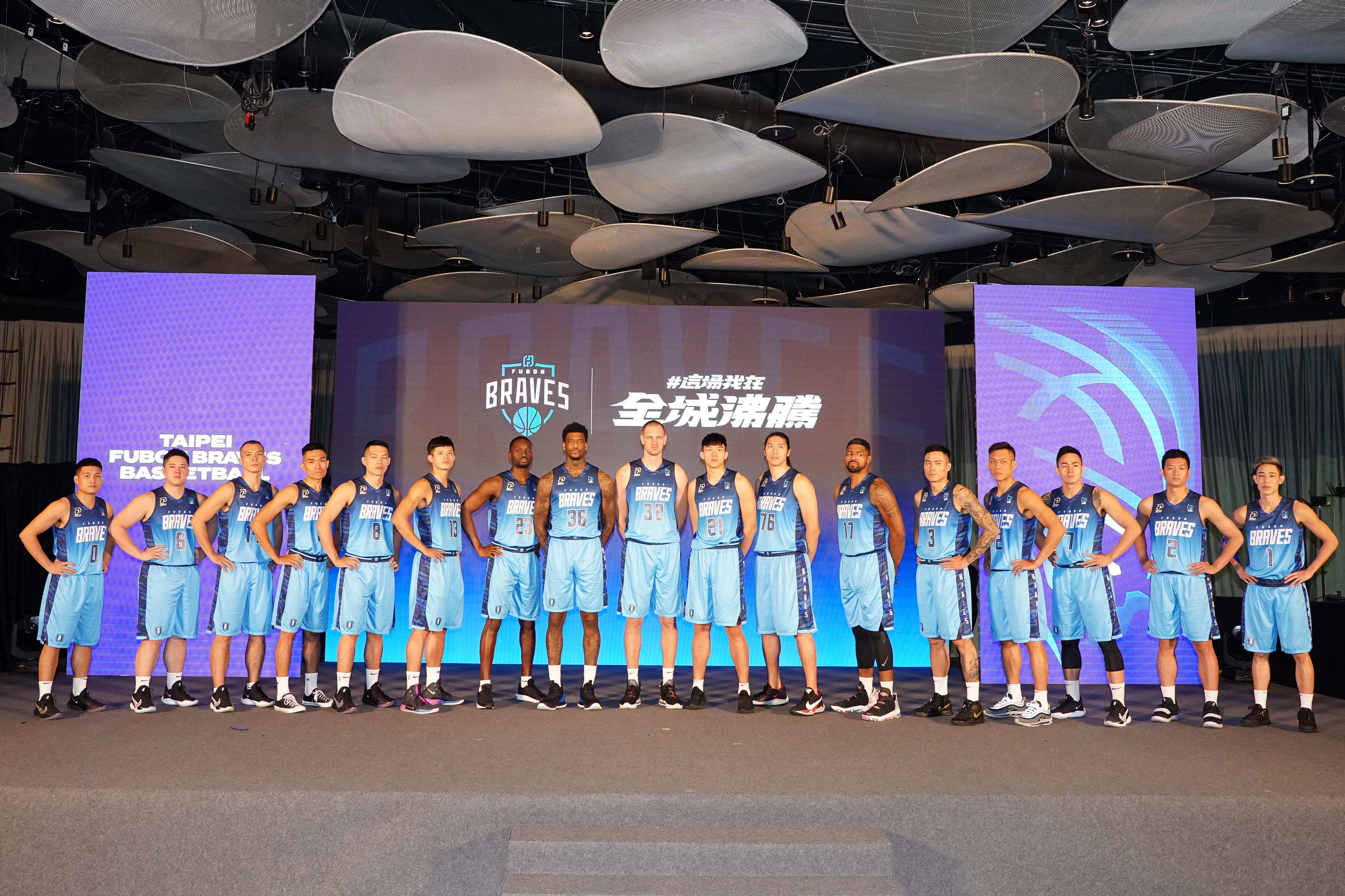
Il roster dei Braves per la prima edizione della P. League+

- 1982-1986:  Chien-hung Men's Basketball Team (建弘男子籃球隊)
- 1986-1987:  Tsu-chiang Basketball Team (自強籃球隊)
- 1987-1994:  Tera Electronics Basketball Team (新銳/泰瑞電子籃球隊)
- 1994-1997:  Tera Mars (泰瑞戰神)
- 1997-2000:  Kaohsiung Mars (高雄戰神)
- 2000-2004:  Kaohsiung Mars BCC Mars (中廣戰神)
- 2004-2007:  Videoland Hunters (緯來獵人)
- 2007-2012:  Taiwan Mobile Leopards (台灣大雲豹)
- 2012-2015:  Taiwan Mobile Basketball Team (台灣大籃球隊)
- 2015-2019:  Fubon Braves (富邦勇士籃球隊)
- 2019- :  Taipei Fubon Braves (臺北富邦勇士籃球隊)

## Allenatori
- 1982-1994 ...
- 1994-1995  Alex Tan
- 1995-1997  Lee Chih-Chiang
- 1997-2005  Chung Chih-Meng
- 2005-2006  Chou Hai-Jung
- 2006-2007  Liu Chih-Wei
- 2007-2011  Cheng Chih-lung
- 2011-2013  Chia Fan
- 2013-2014  Cheng Chih-Lung
- 2014-2015  Otis Hughley
- 2015-2017  Johnny Yan
- 2017-  Hsu Chin-Che

## Palmarès
- Super Basketball League: 1

2018-19
- P. League+: 3

2020-21, 2021-22, 2022-23

## Organico

### Roster 2024-2025
Il roster per la stagione sportiva 2024-2025 

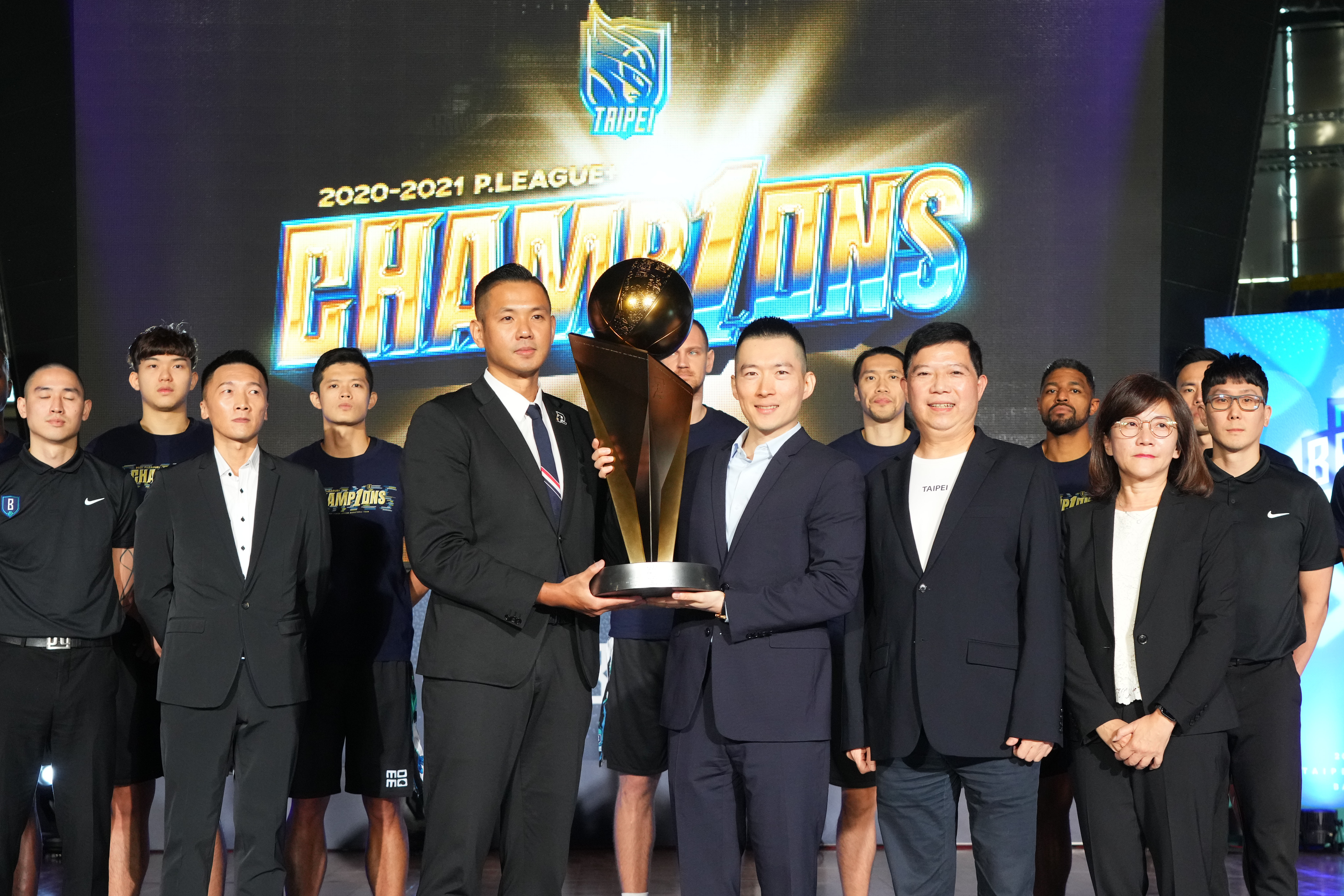
La squadra dopo aver ricevuto il trofeo per la vittoria della prima edizione della P. League+

|    | Naz.                                   | Ruolo | Sportivo        | Anno | Alt. | Peso |  |
| -- | -------------------------------------- | ----- | --------------- | ---- | ---- | ---- |  |
| 00 | Senegal (bandiera) · Taiwan (bandiera) | AG    | Mouhamed Mbaye  | 2001 | 205  | 105  |  |
| 0  | Taiwan (bandiera)                      | PG    | Lai Ting-En     | 1996 | 176  | 70   |  |
| 1  | Stati Uniti (bandiera)                 | C     | Brandon Walters | 1995 | 208  | 113  |  |
| 4  | Taiwan (bandiera)                      | G     | Chen Yu-Wei     | 1999 | 183  | 85   |  |
| 6  | Taiwan (bandiera)                      | AG    | Wu Yung-Sheng   | 1996 | 186  | 82   |  |
| 7  | Stati Uniti (bandiera)                 | AP    | Nick King       | 1995 | 201  | 102  |  |
| 8  | Taiwan (bandiera)                      | AP    | Chou Kuei-Yu    | 1998 | 193  | 95   |  |
| 11 | Taiwan (bandiera)                      | PG    | Hung Kai-Chieh  | 1998 | 185  | 85   |  |
| 12 | Taiwan (bandiera)                      | AP    | Lin Chih-Chieh  | 1982 | 192  | 92   |  |
| 14 | Taiwan (bandiera)                      | AP    | Tsai Wen-Cheng  | 1985 | 190  | 96   |  |
| 18 | Taiwan (bandiera)                      | C     | Lin Chih-Wei    | 1992 | 200  | 95   |  |
| 23 | Saint Vincent e Grenadine (bandiera)   | AG    | Brendon Smart   | 1995 | 198  | 95   |  |
| 24 | Taiwan (bandiera)                      | G     | Jian Ting-Jhao  | 1998 | 183  | 80   |  |
| 27 | Taiwan (bandiera)                      | AP    | Chang Chen-Ya   | 1999 | 196  | 86   |  |
| 33 | Taiwan (bandiera)                      | AG    | Tsai Zhen-Yueh  | 2000 | 197  | 93   |  |
| 55 | Stati Uniti (bandiera)                 | C     | Jeff Withey     | 1990 | 213  | 104  |  |
| 92 | Stati Uniti (bandiera)                 | G     | Jabari Bird     | 1994 | 198  | 90   |  |

### Staff tecnico
| Ruolo                | Nome             |
| -------------------- | ---------------- |
| Capo Allenatore      | Hsu Chin-Che     |
| Assistente           | Wu Yung-Jen      |
| Assistente           | Liang Chao-Hsuan |
| Assistente           | Lin Wei-Hao      |
| Assistente           | Wei Wei          |
| Preparatore Atletico | Jheng Wei-Syuan  |
| Preparatore Atletico | Lin Wu-Chang     |
| Preparatore Atletico | Peng Yu-Ming     |

## Cestisti

### Giocatori celebri

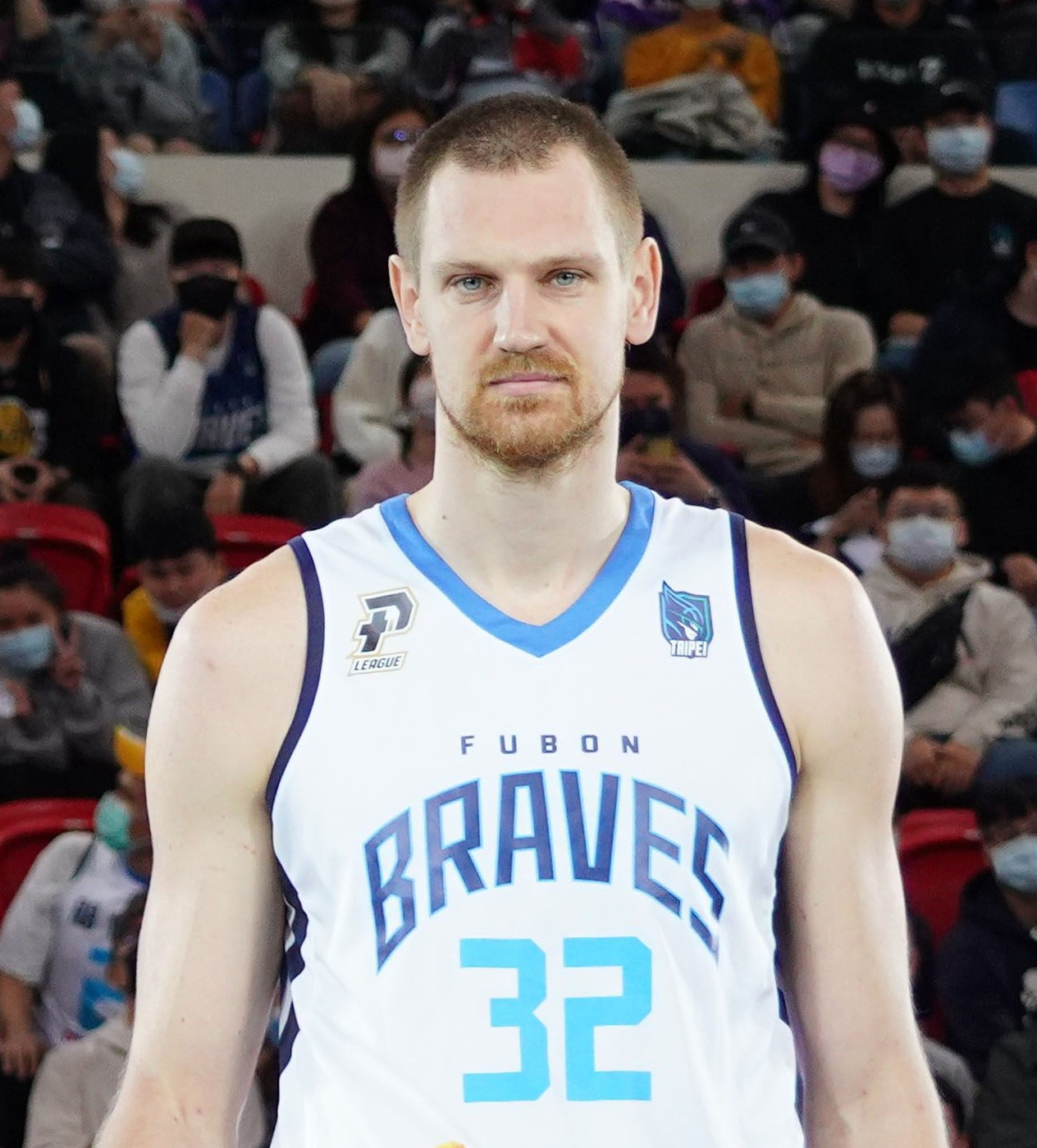
Ihor Zaytsev, centro ucraino che ha militato per quattro anni nel club (2020-24)

- Jet Chang
- Chen Chien-Chou (陳建州)
- Li Chih-chiang (李志強)
- Cheng Chih-lung (鄭志龍)
- Chung Chih-mong (鍾枝萌)
- Chen Jih-hsing (陳日興)
- Chou Hai-jung (周海容)
- Yen Hsing-su (顏行書)
- Chen Hui (陳暉)
- Joseph Lin
- Tseng Tseng-chiu (曾增球)
- Wang Libin (王立彬)
- Song Tao (宋濤)
- Matur Maker
- Sim Bhullar
- Samuel Deguara
- Charles García
- Ihor Zajcev

- O. J. Mayo
- Earl Barron
- Todd Rowe
- Tyler Bey
- Jeff Withey
- Patrick O'Bryant
- Taylor Braun
- Perry Jones
- Chris Johnson
- Tony Mitchell
- Daniel Orton
- Justin Patton
- Wayne Selden
- Garret Siler
- Stephen Zimmerman
- Mike Singletary
- Prince Ibeh